# Grand Prix Švýcarska 1952
Grand Prix Švýcarska 1952 (XII. Großer Preis der Schweiz) byla v pořadí 12. závodem Grand Prix Švýcarska. Byla součástí 16. ročníku šampionátu Formule 1. Konala se 18. května 1952 na okruhu Bremgarten. Jelo se 62 kol po 7,280 km, tedy celkem 451,360 km. Vítězem se stal italský jezdec Piero Taruffi (bylo to jeho 1. vítězství) na voze Ferrari. 

## Kvalifikace
| Poř. | *  | Jezdec               | Konstruktér         | Čas       | Rozdíl |
| ---- | -- | -------------------- | ------------------- | --------- | ------ |
| 1    | 28 | Nino Farina          | Ferrari             | 2:47.5    | –      |
| 2    | 30 | Piero Taruffi        | Ferrari             | 2:50.1    | + 2.6  |
| 3    | 8  | Robert Manzon        | Gordini             | 2:52.1    | + 4.6  |
| 4    | 32 | André Simon          | Ferrari             | 2:52.4    | + 4.9  |
| 5    | 42 | Rudi Fischer         | Ferrari             | 2:53.3    | + 5.8  |
| 6    | 18 | Peter Collins        | HWM-Alta            | 2:55.9    | + 8.4  |
| 7    | 6  | Jean Behra           | Gordini             | 2:55.9    | + 8.4  |
| 8    | 38 | Toulo de Graffenried | Maserati-Platé      | 2:56.4    | + 8.9  |
| 9    | 46 | Stirling Moss        | HWM-Alta            | 2:56.4    | + 8.9  |
| 10   | 16 | George Abecassis     | HWM-Alta            | 2:56.9    | + 9.4  |
| 11   | 10 | Prince Bira          | Simca-Gordini       | 2:59.3    | + 11.8 |
| 12   | 20 | Lance Macklin        | HWM-Alta            | 3:00.2    | + 12.7 |
| 13   | 22 | Ken Wharton          | Frazer Nash–Bristol | 3:00.9    | + 13.4 |
| 14   | 2  | Hans Stuck           | AFM                 | 3:01.7    | + 14.2 |
| 15   | 26 | Alan Brown           | Cooper-Bristol      | 3:02.5    | + 15.0 |
| 16   | 4  | Toni Ulmen           | Veritas             | 3:05.6    | + 18.1 |
| 17   | 24 | Eric Brandon         | Cooper-Bristol      | 3:05.8    | + 18.3 |
| 18   | 40 | Harry Schell         | Maserati-Platé      | 3:07.6    | + 20.1 |
| 19   | 44 | Peter Hirt           | Ferrari             | 3:10.2    | + 22.7 |
| 20   | 12 | Louis Rosier         | Ferrari             | Žádný čas |        |
| 21   | 50 | Max de Terra         | Simca-Gordini       | Žádný čas |        |
| 22   | 14 | Maurice Trintignant  | Ferrari             | Žádný čas |        |

## Závod
| Poř.   | No. | Jezdec                  | Konstruktér         | Počet kol | Čas/Odstoupení | Pořadí na startu | Body |
| ------ | --- | ----------------------- | ------------------- | --------- | -------------- | ---------------- | ---- |
| 1      | 30  | Piero Taruffi           | Ferrari             | 62        | 3:01:46.1      | 2                | 91   |
| 2      | 42  | Rudi Fischer            | Ferrari             | 62        | +2:37.2        | 5                | 6    |
| 3      | 6   | Jean Behra              | Gordini             | 61        | +1 kolo        | 7                | 4    |
| 4      | 22  | Ken Wharton             | Frazer Nash-Bristol | 60        | +2 kola        | 13               | 3    |
| 5      | 26  | Alan Brown              | Cooper-Bristol      | 59        | +3 kola        | 15               | 2    |
| 6      | 38  | Toulo de Graffenried    | Maserati-Platé      | 58        | +4 kola        | 8                |      |
| 7      | 44  | Peter Hirt              | Ferrari             | 56        | +6 kol         | 19               |      |
| 8      | 24  | Eric Brandon            | Cooper-Bristol      | 55        | +7 kol         | 17               |      |
| Ret    | 10  | Prince Bira             | Simca-Gordini       | 52        | Motor          | 11               |      |
| Ret    | 32  | André Simon Nino Farina | Ferrari             | 51        | Magneto        | 4                |      |
| Ret    | 40  | Harry Schell            | Maserati-Platé      | 31        | Motor          | 18               |      |
| Ret    | 46  | Stirling Moss           | HWM-Alta            | 24        | Odstoupení     | 9                |      |
| Ret    | 20  | Lance Macklin           | HWM-Alta            | 24        | Odstoupení     | 12               |      |
| Ret    | 8   | Robert Manzon           | Gordini             | 20        | Radiátor       | 3                |      |
| Ret    | 28  | Nino Farina             | Ferrari             | 16        | Magneto        | 1                |      |
| Ret    | 18  | Peter Collins           | HWM-Alta            | 12        | Polohřídel     | 6                |      |
| Ret    | 16  | George Abecassis        | HWM-Alta            | 12        | Polohřídel     | 10               |      |
| Ret    | 2   | Hans Stuck              | AFM                 | 4         | Motor          | 14               |      |
| Ret    | 4   | Toni Ulmen              | Veritas             | 4         | Únik paliva    | 16               |      |
| Ret    | 12  | Louis Rosier            | Ferrari             | 2         | Nehoda         | 20               |      |
| Ret    | 50  | Max de Terra            | Simca-Gordini       | 1         | Magneto        | 21               |      |
| DNS    | 14  | Maurice Trintignant     | Ferrari             | 0         | Motor          | 22               |      |
| Zdroj: |     |                         |                     |           |                |                  |      |

Poznámky
- ^1 – Včetně bodu navíc za nejrychlejší kolo.

### Nejrychlejší kolo
- Piero TARUFFI Ferrari 	2'49,1 – 154.985 km/h

### Vedení v závodě
- 1.– 16. kolo – Giuseppe Farina
- 17. – 62. kolo – Piero Taruffi

### Zajímavosti
- V závodě debutovali Alan Brown, Eric Brandon, Jean Behra, Ken Wharton, Lance Macklin, Max de Terra, Peter Collins a Toni Ulmen
- Poprvé startoval vůz AFM, Frazer Nash
- Vůz se startovním číslem 28 poprvé stál na pole positions
- Vůz se startovním číslem 30 poprvé zajel nejrychlejší kolo a zvítězil
- Toulo de Graffenried startoval v 10 GP

| Pole position   | Vítězství     | Nej. kolo     |
| Itálie          | Itálie        | Itálie        |
| Giuseppe Farina | Piero Taruffi | Piero Taruffi |
| Ferrari 500     | Ferrari 500   | Ferrari 500   |
| 2'47.5          | 3h01:46,100   | 2'49.1        |
| 156.466 km/h    | 148.990 km/h  | 154.985 km/h  |
| --------------- | ------------- | ------------- |

## Průběžné pořadí po závodě

### Pohár jezdců
| Poř.   | Jezdec        | Body |
| ------ | ------------- | ---- |
| 1      | Piero Taruffi | 9    |
| 2      | Rudi Fischer  | 6    |
| 3      | Jean Behra    | 4    |
| 4      | Ken Wharton   | 3    |
| 5      | Alan Brown    | 2    |
| Zdroj: |               |      |

### Státy
| * | Stát           | Body |
| - | -------------- | ---- |
| 1 | Itálie         | 9    |
| 2 | Švýcarsko      | 6    |
| 3 | Velká Británie | 5    |
| 4 | Francie        | 4    |